# Citrus cavaleriei
Citrus cavaleriei (китайська:宜昌橙) — це повільно зростаючий вид з роду Цитрус, який має характерне листя та квіти з ароматом лимона. Він походить із південно-західного та західно-центрального Китаю  і, ймовірно названий на честь міста Ічан (宜昌) у китайській провінції Хубей.
Головна цікавість Citrus cavaleriei є незвичайна зимостійкість . За винятком Poncirus trifoliata, це найвитриваліша цитрусова рослина, яка витримує як помірні морози, так і вологі умови. 

## Опис
Відносно рідкісний у вирощуванні Citrus cavaleriei є великим кущем або невеликим деревом, що росте в висоту до 3-4 метрів,  і дає невеликий плід, схожий на мандарин . Листя мають широкий черешок і зовнішнім виглядом нагадують листя юзу і кафрського лайму . Плід має ароматну, але грубу шкірку, може мати овальну, кулясту або приплюснуту форму, дозріваючи до жовтого або оранжевого кольору. Він містить багато великих монозародкових насіння і невелику кількість гіркого або кислого соку. Деякі фрукти повністю позбавлені соку, а натомість наповнені серцевиною та насінням.
Citrus cavaleriei  легко утворює гібриди і тому добре підходить для селекції. Це найбільш морозостійкий вічнозелений вид з роду цитрусових, який витримує температуру до -15 °C.

## Гібриди
Citrus cavaleriei був схрещений з багатьма іншими сортами цитрусових, зокрема для отримання гібридів, які є відносно морозостійкими . Багато з цих гібридів також мають багато кулінарних застосувань:
- Kabosu - Citrus cavaleriei x Citrus × aurantium.
- Shangjuan[2] - Citrus cavaleriei x Citrus maxima .
- Yuzu [2] - природний гібрид Citrus cavaleriei і Citrus reticulata .
  - Hyuganatsu  - Yuzu x Citrus maxima .
    - Haruka - Hyuganatsu x Natsudaidai.

  - Jabara - Yuzu x Мандарин
  - Sudachi - складний гібрид між Yuzu та  Citrus leiocarpa x Citrus × tachibana.